# Melanitis dictatrix
Melanitis dictatrix är en fjärilsart som beskrevs av Hans Fruhstorfer 1908. Melanitis dictatrix ingår i släktet Melanitis och familjen praktfjärilar. Inga underarter finns listade i Catalogue of Life.